# Zastavonoše na zimskih olimpijskih igrah 2018
Seznam zastavonoš na otvoritveni slovesnosti Zimskih olimpijskih iger 2018 v Pjongčangu.

## Seznam
| #  | Država                         | Zastavonoša                   |
| -- | ------------------------------ | ----------------------------- |
| 1  | Grčija                         | Sophia Ralli                  |
| 2  | Gana                           | Akwasi Frimpong               |
| 3  | Nigerija                       | Ngozi Onwumere                |
| 4  | Južna Afrika                   | Connor Wilson                 |
| 5  | Nizozemska                     | Jan Smeekens                  |
| 6  | Norveška                       | Emil Hegle Svendsen           |
| 7  | Nova Zelandija                 | Beau-James Wells              |
| 8  | Danska                         | Elena Møller Rigas            |
| 9  | Nemčija                        | Eric Frenzel                  |
| 10 | Vzhodni Timor                  | Yohan Goutt Gonçalves         |
| 11 | Latvija                        | Daumants Dreiškens            |
| 12 | Libanon                        | Samer Tawk                    |
| 13 | Romunija                       | Marius Ungureanu              |
| 14 | Luksemburg                     | Matthieu Osch                 |
| 15 | Litva                          | Tomas Kaukėnas                |
| 16 | Lihtenštajn                    | Marco Pfiffner                |
| 17 | Madagaskar                     | Mialitiana Clerc              |
| 18 | Malezija                       | Julian Yee                    |
| 19 | Mehika                         | Germán Madrazo                |
| 20 | Monako                         | Rudy Rinaldi                  |
| 21 | Maroko                         | Samir Azzimani                |
| 22 | Črna gora                      | Jelena Vujičić                |
| 23 | Moldavija                      | Nicolae Gaiduc                |
| 24 | Malta                          | Élise Pellegrin               |
| 25 | Mongolija                      | Achbadrakh Batmunkh           |
| 26 | ZDA                            | Erin Hamlin                   |
| 27 | Bermuda                        | Tucker Murphy                 |
| 28 | Belgija                        | Seppe Smits                   |
| 29 | Belorusija                     | Alla Tsuper                   |
| 30 | Bosna in Hercegovina           | Elvedina Muzaferija           |
| 31 | Bolivija                       | Simon Breitfuss Kammerlander  |
| 32 | Bolgarija                      | Radoslav Yankov               |
| 33 | Brazilija                      | Edson Bindilatti              |
| 34 | San Marino                     | Alessandro Mariotti           |
| 35 | Srbija                         | Nevena Ignjatović             |
| 36 | Švedska                        | Niklas Edin                   |
| 37 | Švica                          | Dario Cologna                 |
| 38 | Španija                        | Lucas Eguibar                 |
| 39 | Slovaška                       | Veronika Velez-Zuzulová       |
| 40 | Slovenija                      | Vesna Fabjan                  |
| 41 | Singapur                       | Cheyenne Goh                  |
| 42 | Armenija                       | Mikayel Mikayelyan            |
| 43 | Argentina                      | Sebastiano Gastaldi           |
| 44 | Islandija                      | Freydis-Halla Einarsdóttir    |
| 45 | Irska                          | Seamus O'Connor               |
| 46 | Azerbajdžan                    | Patrick Brachner              |
| 47 | Andora                         | Irineu Esteve Altimiras       |
| 48 | Albanija                       | Suela Mehilli                 |
| 49 | Eritreja                       | Shannon-Ogbnai Abeda          |
| 50 | Estonija                       | Saskia Alusalu                |
| 51 | Ekvador                        | Klaus Jungbluth               |
| 52 | Združeno kraljestvo            | Lizzy Yarnold                 |
| 53 | Avstralija                     | Scott James                   |
| 54 | Avstrija                       | Anna Veith                    |
| 55 | Olimpijski športniki iz Rusije | POCOG Volunteer               |
| 56 | Uzbekistan                     | Komiljon Tukhtaev             |
| 57 | Ukrajina                       | Olena Pidhrushna              |
| 58 | Iran                           | Samaneh Beyrami Baher         |
| 59 | Italija                        | Arianna Fontana               |
| 60 | Izrael                         | Alexei Bychenko               |
| 61 | Indija                         | Shiva Keshavan                |
| 62 | Japonska                       | Noriaki Kasai                 |
| 63 | Jamajka                        | Jazmine Fenlator-Victorian    |
| 64 | Gruzija                        | Moris Kvitelashvili           |
| 65 | Kitajska                       | Zhou Yang                     |
| 66 | Češka                          | Eva Samková                   |
| 67 | Čile                           | Henrik von Appen              |
| 68 | Kazahstan                      | Abzal Azhgaliyev              |
| 69 | Kanada                         | Tessa Virtue & Scott Moir     |
| 70 | Kenija                         | Sabrina Simader               |
| 71 | Kosovo                         | Albin Tahiri                  |
| 72 | Kolumbija                      | Pedro Causil                  |
| 73 | Hrvaška                        | Natko Zrnčić-Dim              |
| 74 | Kirgizistan                    | Tariel Zharkymbaev            |
| 75 | Ciper                          | Dinos Lefkaritis              |
| 76 | Kitajski Tajpej                | Lien Te-an                    |
| 77 | Tajska                         | Mark Chanloung                |
| 78 | Turčija                        | Fatih Arda İpcioğlu           |
| 79 | Togo                           | Mathilde-Amivi Petitjean      |
| 80 | Tonga                          | Pita Taufatofua               |
| 81 | Pakistan                       | Muhammad Karim                |
| 82 | Portugalska                    | Kequyen Lam                   |
| 83 | Poljska                        | Zbigniew Bródka               |
| 84 | Portoriko                      | Charles Flaherty              |
| 85 | Francija                       | Martin Fourcade               |
| 86 | Makedonija                     | Stavre Jada                   |
| 87 | Finska                         | Janne Ahonen                  |
| 88 | Filipini                       | Asa Miller                    |
| 89 | Madžarska                      | Konrád Nagy                   |
| 90 | Hongkong                       | Arabella Ng                   |
| 91 | Koreja                         | Won Yun-jong (South Korea)    |
| 91 | Koreja                         | Hwang Chung-gum (North Korea) |